# Fossanova San Biagio
Fossanova San Biagio is een plaats (frazione) in de Italiaanse gemeente Ferrara.